# Masaki Ogawa (Fußballspieler, 1999)
Masaki Ogawa (japanisch 小川 真輝 Ogawa Masaki; * 22. Mai 1999 in der Präfektur Kanagawa) ist ein japanischer Fußballspieler.

## Karriere
Masaki Ogawa erlernte das Fußballspielen in den Jugendmannschaften vom Yokohama Kohoku SC und Kawasaki Frontale sowie in der der Universitätsmannschaft der Juntendo University. Seinen ersten Vertrag unterschrieb er im Februar 2022 bei Tegevajaro Miyazaki. Der Verein aus Miyazaki, einer Stadt in der Präfektur Miyazaki, spielte in der dritten japanischen Liga. Sein Drittligadebüt gab Masaki Ogawa am 17. Juli 2022 (17. Spieltag) im Heimspiel gegen den Fujieda MYFC. Bei der 1:3-Heimniederlage wurde er in der 71. Minute für Tsuyoshi Fujitake eingewechselt. In seiner ersten Profisaison bestritt er sechs Ligaspiele und drei Pokalspiele.